# Шариатмадари, Хасан
Хасан Шариатмадари (перс. حسن شریعتمداری‎, азерб. Həsən Şəriətmədari; Пустой шаблон {{ВД-Преамбула}} ) — иранский оппозиционный политик и ведущий сторонник «Движение за свободные выборы» в Иране. Сын великого аятоллы Казема Шариатмадари, одного из самых влиятельных шиитских священнослужителей Ирана 60-х и 70-х годов. Во время режима Пехлеви поддерживал позицию своего отца о том, что власть шаха должна быть ограничена рамками, указанными в Конституционной революции 1906 года, и что демократический парламент должен отвечать за управление страной, а не монархия, играющая активную роль в управлении Ираном. С 1973 по 1980 год Хасан работал главным редактором ежемесячных журналов для детей и молодёжи Payame Shadi и Nasle Now.
Во время иранской революции 1979 года Шариатмадари стал соучредителем Иранской народно-республиканской партии. Твёрдо веря в разделение религии и политики, его движение сопротивлялось созданию системы Вилаят аль-факих в Иране и было жестоко подавлено иранской революционной гвардией и Басидж в 1980 году, после чего он отправился в изгнание. На пике своего развития его партия смогла мобилизовать более миллиона человек в Азербайджане в знак протеста против правления Хомейни.
В 1983 году Хасан объединил силы с несколькими националистическими и левоцентристскими группами, чтобы сформировать коалицию, целью которой было объединение широкого круга светских сил под общей политической зонтичной организацией. В 2004 году он присоединился к другим светским политическим лидерам оппозиции в партии «Объединённые республиканцы за Иран» (URI), когда-то крупнейшей коалиции иранских оппозиционных групп после революции. Данная партия рассматривала Иран как демократическую республику с конституционными гарантиями гражданских, политических, социальных прав и индивидуальных свобод, разделением религии и государства, устойчивым социальным развитием, гендерным равенством, правами меньшинств и расширенными полномочиями по принятию решений на местном уровне, а также поддерживала ненасильственный путь борьбы к демократии.
Хасан имеет две степени магистра: одну по физике в Технологическом университете Арьямера (ныне Технологический университет имени Шарифа) и одну по юриспруденции в Тегеранском университете. Параллельно с обучением в университете он изучал теологию и философию в Кумской шиитской семинарии и хорошо изучил исламскую юриспруденцию. В июне 2013 года провёл серию вебинаров на персидском языке о роли свободных и справедливых выборов в переходных демократиях для «Института электронного обучения иранского гражданского общества».
Женат, имеет троих детей и живёт в Гамбурге.